# Euphrasia tetraquetra
Euphrasia tetraquetra là loài thực vật có hoa thuộc họ Cỏ chổi. Loài này được (Bréb.) Arrond. mô tả khoa học đầu tiên năm 1862.